# Metro ligero de Túnez
El Metro ligero de Túnez (en árabe: المترو الخفيف بتونس) es un medio de transporte ferroviario público implantado en la aglomeración de Túnez desde 1985.
Se trata de un metro ligero, un híbrido entre el metro y el tranvía, ya que las líneas circulan a través de la ciudad sobre vías propias al aire libre con muy pocas estaciones soterradas, especialmente en los núcleos grandes de población.
El metro ligero está gestionado por la Sociedad de los transportes de Túnez, también conocida por el nombre comercial de Transtu, empresa pública de transporte nacida en 2003 tras la fusión de la Sociedad del metro ligero de Túnez (SMLT fundada en 1981) y la Sociedad nacional de transportes (SNT fundada en 1963).

## Historia

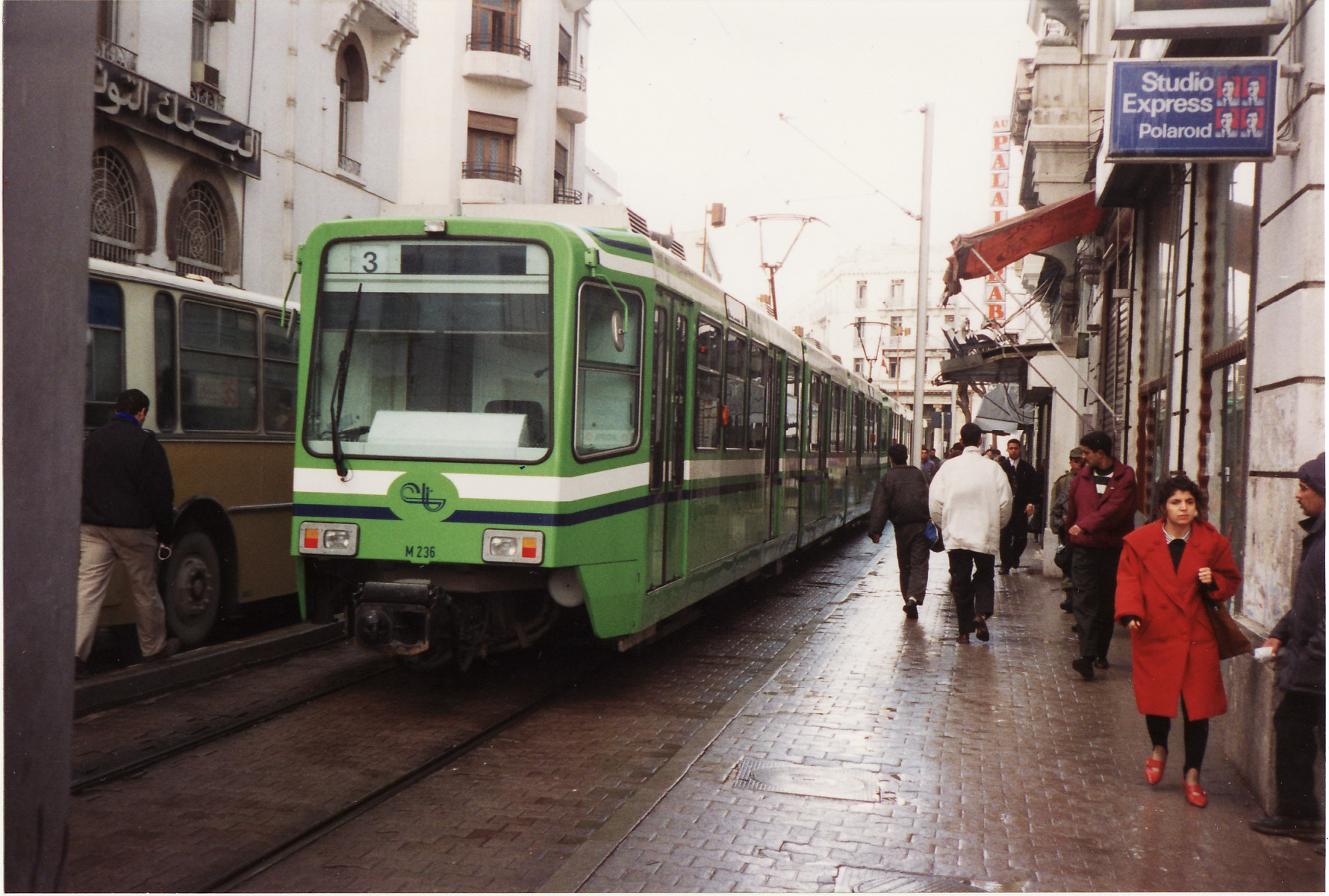
Trenes Siemens en 1994

Las obras de la línea 1 comenzaron en 1981 y terminaron con la puesta en servicio de la línea (a través de Ben Arous) en 1985. La conexión entre líneas de autobús y la línea 1 a la estación de El Ouardia se completa un año más tarde, en 1986.
La puesta en servicio de las otras líneas tienen lugar algunos años después: la 2 (norte) en 1989, la 3 (oeste) y la 4 (hacia El Bardo) en 1990, la línea 5 (noroeste) en 1992. Ciertas líneas se ampliaron como la línea 3 en 1992 y la línea 4 hacia Den Den en 1997. La creación de la Sociedad de los transportes de Túnez por fusión de la SMLT y de la SNT se da lugar en 2003.
El 12 de noviembre de 2008, la nueva línea 6 — cuya longitud es de 6,8 kilómetros y alberga once estaciones entre la plaza de Barcelona y El Mourouj 4 — entra en servicio después de los trabajos iniciados en 2005 y una parte de la misma se abre el 11 de agosto de 2008 hasta El Mourouj 2. Asimismo, el 2 de octubre de 2007 comienzan los trabajos de ampliación de la línea 4, unos 5,2 kilómetros en dirección de la Universidad de La Manouba. Sin embargo, es el 10 de diciembre de 2009 cuando la línea queda inaugurada al completo, con un retraso de un mes y medio debido a los retrasos previstos.
Por otra parte, en el marco del undécimo plan quinquenal (2007-2011), de los proyectos de ampliación de cobertura hacia los barrios de El Menzah, de Ennasr hacia las ciudades de las afueras (El Kram, Aïn Zaghouan, Sidi Daoud y Bhar Lazrak) han sido pospuestos.

## Material
En 2016, 134 trenes Siemens están en servicio, todas construidas entre 1984 y 1997. Los trenes están constituidas por dos vagones. Cada uno está caracterizado por:
- de los ejes de tipo Bo-2-2-Bo;
- de los motores 2 x 240 kW;
- un peso de 40,3 toneladas;
- una longitud de 30 metros para una anchura de 2,47 metros.

En 2004, se firmó un acuerdo entre los gobiernos francés y tunecino para la adquisición de treinta nuevos trenes de tipo Citadis. Construido por la empresa Alstom, cada convoy de una longitud de 64 metros y de una anchura de 2,4 metros alberga dos vagones que pueden acoger cada uno a 58 personas sentadas y hasta 208 personas de pie. Al finalizar esta entrega, cuyo coste se estima en 40,9 millones de euros, el parque de Transtu alberga 55 nuevos trenes de metro.
Los primeros trenes de nueva compra se pusieron en circulación el 17 de septiembre de 2007. Treinta y nueve de ellos circulan a fecha de 2016.
Los trenes son de color verde con una línea blanca en el medio. Algunas son alberga publicidad.

## Líneas
La red de metro ligero de Túnez está formada por seis líneas que cubren 45,2 kilómetros1 y 66 estaciones, lo que convierte al metro de Túnez en el metro ligero más grande de África en términos de longitud de red y número de líneas. La línea 1 es la más corta con solo once estaciones, mientras que la línea 4 es la más larga con 20 estaciones. En 2017, la Compañía de Transporte de Túnez anunció el retiro de la estación Habib-Thameur luego de un incendio que destruyó el punto de venta de boletos.
| Línea | Terminales                       | Longitud | Estaciones | inicio de servicio |
| ----- | -------------------------------- | -------- | ---------- | ------------------ |
|       | Place de Barcelone - Ben Arous   | 5,5 km   | 11         | 1985               |
|       | Place de la République - Ariana  | 6,3 km   | 12         | 1989               |
|       | Tunis Marine - Ibn Khaldoun      | 6,5 km   | 13         | 1990               |
|       | Place de Barcelone - Kheireddine | 8 km     | 20         | 1990               |
|       | Place de Barcelone - Intilaka    | 7,1 km   | 14         | 1992               |
|       | Tunis Marine - El Mourouj        | 10,4 km  | 18         | 2008               |

## Información práctica

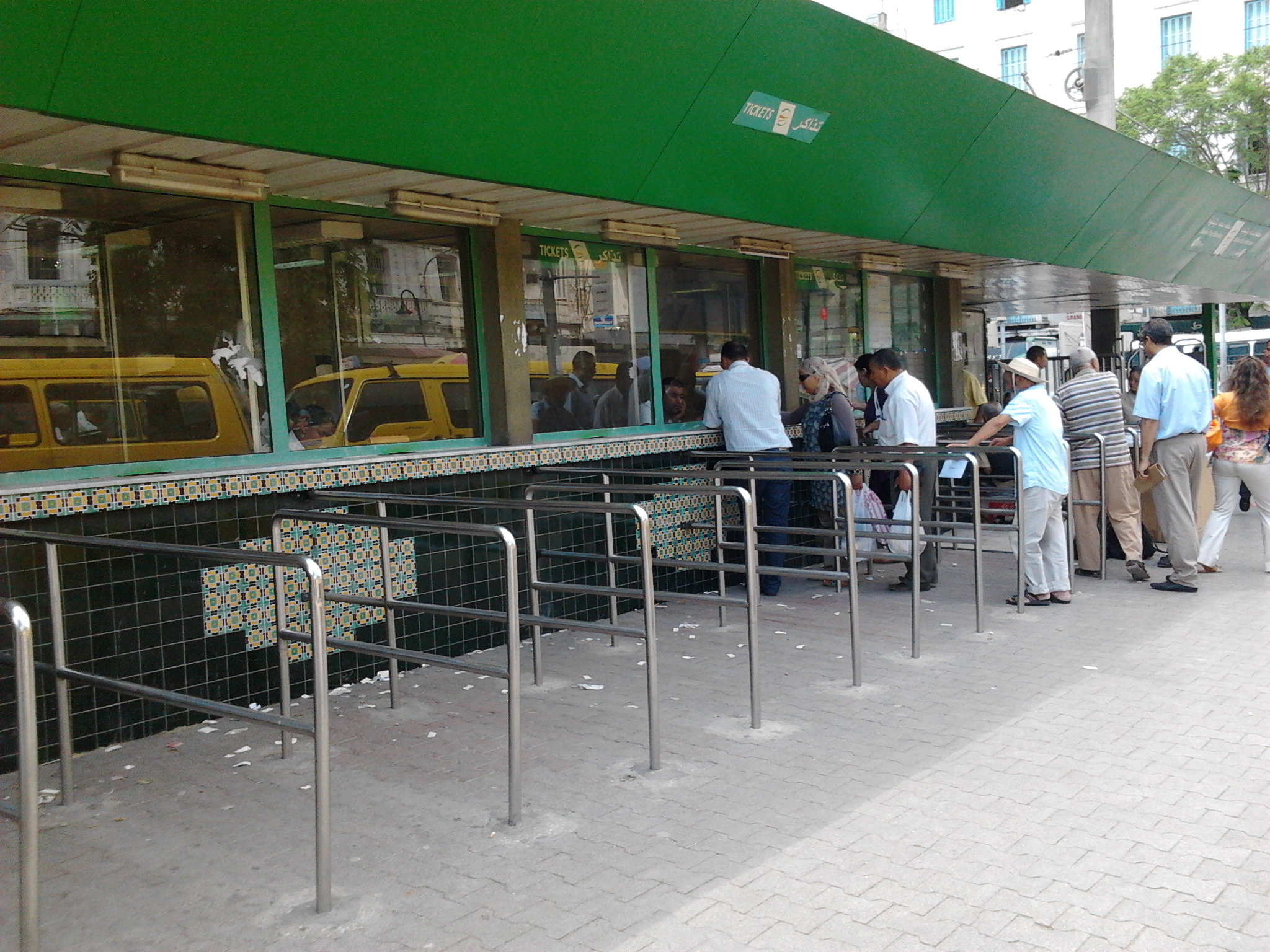
Oficina en la estación Plaza de Barcelona

El metro ligero funciona de 3 horas a medianoche. La compra de tickets de transporte puede hacerse individualmente, con tarjeta, cerca de taquillas en las estaciones o por suscripción (posibilidad de compra en línea en Internet).
La tarifa se realiza en función de la distancia recorrida y según las diferentes áreas que se atraviesen (1-8) durante el trayecto. En 2016, un ticket que cubre un área cuesta 320 millimos y un ticket que cubre ocho áreas 1,5 dinares.
La frecuencia de paso de los trenes es en teoría, en hora punta, de seis a ocho minutos y de doce minutos durante el resto del servicio.